# Fleur Moors
Fleur Moors (* 11. Oktober 2005 in Bree) ist eine belgische Radrennfahrerin, die auf der Straße und im Cyclocross aktiv ist.

## Sportlicher Werdegang
Als Juniorin war Moors national und international in beiden Disziplinen des Radsports erfolgreich. In der Cyclocross-Saison 2022/2023 wurde sie belgische Juniorenmeisterin, international startete sie im Weltcup und kam beim Rennen in Tábor auf einen zweiten Platz. In der anschließenden Straßensaison gewann sie zunächst die Bronzemedaille im Straßenrennen bei den Weltmeisterschaften. Es folgten ein Etappenerfolg im Rahmen des UCI Women Junior Nations’ Cup sowie zum Saisonabschluss der Gewinn des Titels im Straßenrennen bei den Europameisterschaften.
Mit dem Wechsel in die U23 erhielt Moors zur Saison 2024 direkt einen Vertrag beim UCI Women’s WorldTeam Lidl-Trek. Bereits in ihrer ersten Saison erreichte sie mehrere Top-10-Platzierungen, unter anderem einen fünften Etappenrang bei der Itzulia Women auf der UCI Women’s WorldTour.

## Erfolge

### Cyclocross
2022/2023
- Belgische Meisterin (Junioren)

### Straße
2022
- Weltmeisterschaften – Straßenrennen (Junioren)
- Europameisterin – Straßenrennen (Junioren)
- eine Etappe und Bergwertung Watersley Ladies Challenge

2025
- Dwars door de Westhoek